# (5870) Baltimore
(5870) Baltimore ist ein Asteroid des Hauptgürtels, welcher am 11. Februar 1989 von der US-amerikanischen Astronomin Eleanor Helin am Palomar-Observatorium (IAU-Code 675) entdeckt wurde.
Der Asteroid ist nach der Stadt Baltimore im US-Bundesstaat Maryland benannt, welche an der Chesapeake Bay in Maryland liegt.